# Đại dương Iapetus

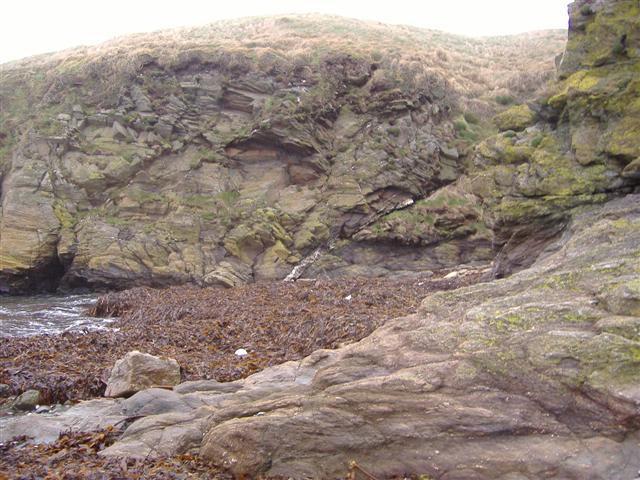
Niarbyl, đảo Isle of Man, biển Ireland. Vết nứt trắng ở giữa là nơi hai bờ đại dương Iapetus gặp nhau trong quá trình đại dương này biến mất

Đại dương Iapetus là một đại dương đã từng tồn tại trên Trái Đất từ cuối Đại Tân Nguyên Sinh tới đầu Đại Cổ sinh (trong khoảng thời gian từ 600 đến 400 triệu năm về trước).